# Alberndorf in der Riedmark
Alberndorf in der Riedmark – gmina w Austrii, w kraju związkowym Górna Austria, w powiecie Urfahr-Umgebung. Liczy 3948 mieszkańców (1 stycznia 2015).

## Współpraca
Miejscowość partnerska:
- Wackersdorf, Niemcy